# Vlasicha (Oblast' di Mosca)
Vlasicha (in russo Власиха?; anche traslitterata come Vlasiha) è una cittadina della Russia europea centrale, situata nell'oblast' di Mosca; dal punto di vista amministrativo, costituisce una città chiusa posta sotto il controllo del governo federale.
Sorge nella parte centrale della oblast', non lontano dai confini della città di Mosca.
La cittadina è sede di un'importante base missilistica; è nota anche con il vecchio nome di Odincovo-10.